# Das Hundehotel
Das Hundehotel (Originaltitel: Hotel for Dogs) ist eine Familien-Komödie aus dem Jahre 2009 von Regisseur Thor Freudenthal mit Emma Roberts und Jake T. Austin in den Hauptrollen. Das Drehbuch basiert auf dem 1971 erschienenen Roman Hotel for Dogs der Jugendbuchautorin Lois Duncan.

## Handlung
Die 16-jährige Andi und ihr 11-jähriger Bruder Bruce leben seit drei Jahren bei Pflegeeltern. Lois und Carl Scudder, bei denen sie seit zwei Monaten leben, sind schon ihre fünfte Pflegefamilie. Heimlich halten sie einen Hund namens Friday, den sie vor den Pflegeeltern verstecken müssen. Während eines Ausflugs wird Friday von Hundefängern ins Tierheim gebracht. Andi und Bruce finden ihn und nehmen ihn wieder mit. Auf dem Heimweg läuft Friday in ein heruntergekommenes Hotel, das seit einiger Zeit leer steht. Als sie Friday folgen, entdecken sie, dass dort zwei herrenlose Hunde leben. Da sich ihr Hund dort sofort wohl fühlt, kommen sie auf die Idee, dort einen heimlichen Zufluchtsort für Hunde einzurichten. Mit der Zeit werden es immer mehr Hunde und letztlich kann es nicht mehr verheimlicht werden, so dass am Ende die Polizei, Tierfänger, Schaulustige und das Fernsehen die Eingangshalle des Hotels stürmen. Aber durch die Intervention von Bernie, des für die Kinder zuständigen Mitarbeiters des Jugendamtes, kommt alles zu einem glücklichen Ende: Die Kinder werden von Bernie und seiner Frau adoptiert und das Hotel wird als offizielles Hundehotel neu eröffnet.

## Hintergrund
- Während des Abspanns werden Darsteller und Mitarbeiter des Films mit ihren Tieren gezeigt, darunter der ausführende Produzent Ivan Reitman mit seinen Hunden und Regisseur Thor Freudenthal mit seiner Katze.
- Das Hundehotel ist der erste Langfilm, bei dem Thor Freudenthal Regie geführt hat, zuvor hat er mehrere Kurzfilme gedreht.
- Die Autorin der Romanvorlage, Lois Duncan, hat im Film einen Gastauftritt: Gegen Ende des Films, als sich eine Menschenmenge im Hotel versammelt, ist sie kurz im Bild zu sehen.
- In der Szene, in der Lois und Carl im Dunkeln auf das mechanische Schaf im Hotel treffen, wird die Filmmusik aus der bekannten Duschszene aus Psycho gespielt.
- Der Kinostart in den USA war am 23. Januar 2009, in Deutschland startete der Film am 5. Februar 2009. Im frei empfangbaren Fernsehen hatte der Film seine Erstausstrahlung auf Sat.1 am 17. März 2012.
- Jeder Hund mit einer größeren Rolle im Film hatte mindestens einen Doppelgänger und wurde von zwei oder drei verschiedenen Hunden gespielt, die auf bestimmte Tätigkeiten spezialisiert waren. Friday ist ein Jack Russell Terrier, Lenny ein Mastiff, Shep ein Border Collie, Henry ein Beauceron, Georgia ein Boston Terrier, Cooper eine Englische Bulldogge, Romeo ein Chinesischer Schopfhund und Julia ein Pudel.

## Synchronisation
Die deutsche Synchronisation wurde von Interopa Film erstellt. Für Dialogbuch und Dialogregie war Nana Spier verantwortlich.
| Rollenname   | Darsteller        | Deutsche Stimme    |
| ------------ | ----------------- | ------------------ |
| Andi         | Emma Roberts      | Lisa Mitsching     |
| Bruce        | Jake T. Austin    | Sebastian Kluckert |
| Bernie       | Don Cheadle       | Dietmar Wunder     |
| Dave         | Johnny Simmons    | Patrick Baehr      |
| Heather      | Kyla Pratt        | Victoria Frenz     |
| Mark         | Troy Gentile      | Daniel Claus       |
| Lois Scudder | Lisa Kudrow       | Sabine Jaeger      |
| Carl Scudder | Kevin Dillon      | Tobias Kluckert    |
| Carol        | Robinne Lee       | Vera Teltz         |
| Jason        | Kenny Vibert      | Nick Forsberg      |
| ACO Dooley   | Gregory Sporleder | Matthias Klages    |

## Kritiken
„Unterhaltsamer Familienfilm, der geschickt zwischen dramatischen und gefühlvollen Szenen Spannungsbögen aufbaut und dabei für Werte wie Freundschaft und (Tier-)Liebe plädiert. Besonderen Charme entfaltet er dank aberwitziger Einfälle und einer Portion anarchischen Humors.“

„Gleich mit seinem Regiedebüt ist Thor Freudenthal ein tierischer Abenteuerspaß gelungen, bei dem nicht nur große und kleine Hundeliebhaber auf ihre Kosten kommen, sondern auch alle Anhänger des klassischen Family-Entertainments, bei dem sich Originelles und Humorvolles, Spannendes und Tierisch-Aufregendes die Waage halten.“

„...gibt es vor allem smarte Jugendliche und bewundernswert gut dressierte Hunde in ungewöhnlichem Ambiente zu sehen.“

„Die Besprechungen von ‚Hotel for Dogs‘ sind erstaunlich freundlich. Aber man muss ja auch bei einer netten, teilweise amüsanten Komödie über ein Heim für streunende Hunde nicht die schweren Kritiker-Geschütze hervorholen. Bei all dem Elend, das wohl wieder in den Filmen der Berlinale vorherrschen wird, ist solch ein kleines Vergnügen durchaus zu schätzen.“